# Odyneromyia iridescens
Odyneromyia iridescens är en tvåvingeart som först beskrevs av Ferguson 1926.  Odyneromyia iridescens ingår i släktet Odyneromyia och familjen blomflugor. Inga underarter finns listade i Catalogue of Life.